# Phonotimpus separatus
Phonotimpus separatus là một loài nhện trong họ Phrurolithidae.
Loài này thuộc chi Phonotimpus. Phonotimpus separatus được Willis J. Gertsch & Michael Davis miêu tả năm 1940.